# Gustav Adolf Steengracht von Moyland
Gustav Adolf Steengracht von Moyland [Adolf] (Bedburg-Hau, 15 november 1902 - Slot Moyland, 7 juli 1969) was een Duits diplomaat en nationaalsocialistisch politicus. Hij diende tussen 1943 en 1945 als staatssecretaris van Buitenlandse Zaken.
Adolf, lid van de Nederlandse adellijke familie Steengracht, studeerde rechten en economie en promoveerde in het recht. Hij werd in 1933 lid van de NSDAP en van de SA. Nog in hetzelfde jaar werd hij Kreisbauernführer in Kleef. Tussen 1936 en 1938 was hij namens de Dienststelle Ribbentrop verbonden aan de Duitse ambassade in Londen. Vanaf 1938 was hij werkzaam bij het Auswärtiges Amt in Berlijn. In 1940 werd hij toegevoegd aan de persoonlijke staf van minister van Buitenlandse Zaken Joachim von Ribbentrop. In 1943 werd hij staatssecretaris, als opvolger van Ernst von Weizsäcker.
Steengracht werd in mei 1945 gevangengenomen en berecht tijdens het Wilhelmstraßenproces, een van de deelzittingen van de Processen van Neurenberg. Hij werd onder meer schuldig bevonden aan het feit dat hij een verzoek van de Zwitserse ambassadeur om 5000 joodse kinderen naar Palestina te laten emigreren zo lang voor zich uitgeschoven had, dat hun lot uiteindelijk fataal werd. Hij werd tot zeven jaar gevangenisstraf veroordeeld, maar kwam al in 1950 vrij. Daarna woonde hij op het ouderlijk slot Moyland, nabij de Nederlandse grens.
Steengracht voerde ten onrechte de adellijke titel baron, die aan zijn Nederlandse vader in 1888 was verleend, met de bepaling dat de titel alleen kon worden geërfd door de oudste zoon. Op grond hiervan was hij slechts gerechtigd het predicaat jonkheer te gebruiken.